# Monnina cuatrecasasii
Monnina cuatrecasasii är en jungfrulinsväxtart som beskrevs av Ramón Alejandro Ferreyra. Monnina cuatrecasasii ingår i släktet Monnina och familjen jungfrulinsväxter. Inga underarter finns listade i Catalogue of Life.